# 그리스계 미국인
그리스계 미국인(Greek American)은 미국에 이민 와서 정착한 그리스 사람들이다.
미대륙에 있어 최초의 그리스인 이민은 16세기에 시작되었다. 이후 18세기에 수백명의 그리스인이 미대륙에 이주하는 등 그 수가 차차 늘었고, 플로리다, 루이지애나 등 각지에 정착하였다.
20세기에 그리스인들은 풍요로운 생활을 꿈꾸며 미대륙으로 많이 이민을 왔다. 그중 많은 수가 뉴욕 및 그 인근 지역에 머물렀다.

## 같이 보기
- 유럽계 미국인